# Geranium arboreum
Geranium arboreum es una rara especie de Geranium. Es un endemismo de Hawái, donde solo se conoce en la isla de Maui. Fue incluido por el gobierno federal como una especie en peligro de extinción en 1992.

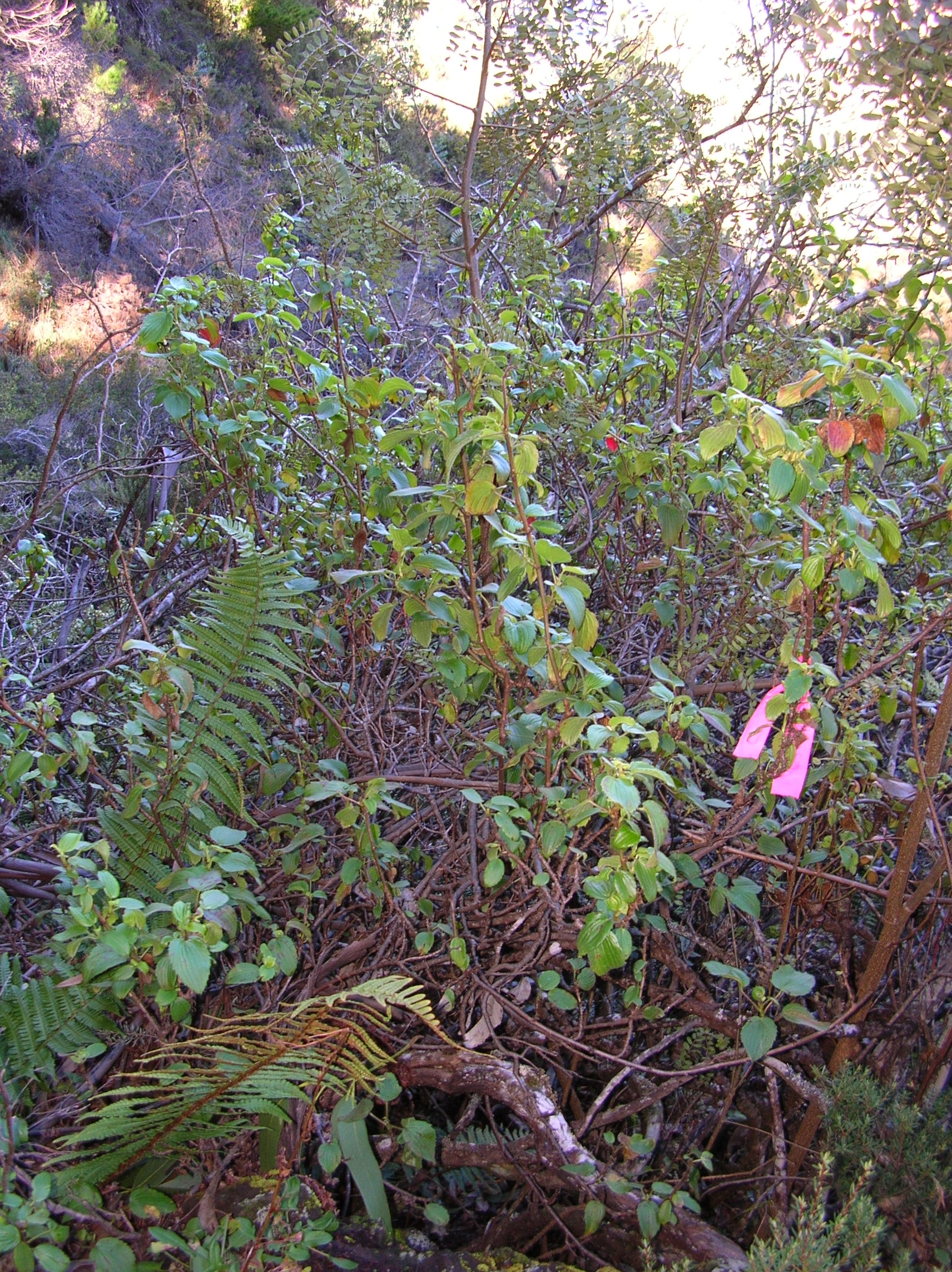
Vista de la planta en su hábitat

## Descripción
Es un arbusto que puede alcanzar los 4 metros de altura. Las hojas tienen color verde, las láminas de las hojas dentadas de hasta 3,8 centímetros de largo. Las flores son de color rojo o magenta. Los pétalos superiores son erectos, pero las dos inferiores se curvan bajo. La forma de la flor indica que está polinizada por aves, siendo la única entre los geranios.
Esta planta crece en quebradas en las laderas del volcán Haleakala. No hay más de 500 plantas en la parte izquierda.
La principal amenaza para esta especie es la degradación de su hábitat por el pastoreo de ganado vacuno, los cerdos salvajes y especies de plantas no nativas que invaden la zona

## Taxonomía
Geranium arboreum fue descrita por Asa Gray y publicado en United States Exploring Expedition 1: 315, t. 31. 1854.
Etimología
Geranium: nombre genérico que deriva del griego: geranion, que significa "grulla", aludiendo a la apariencia del fruto, que recuerda al pico de esta ave.
arboreum: epíteto latino que significa "como un árbol".
Sinonimia
- Neurophyllodes arborea (A. Gray) O. Deg.	[7]